# Ash-Meadows-Wühlmaus
Die Ash-Meadows-Wühlmaus (Microtus montanus nevadensis) ist eine vermutlich ausgestorbene Unterart der Rocky-Mountains-Wühlmaus (Microtus montanus). Sie wurde 1898 von Vernon Orlando Bailey als eigenständige Art beschrieben und 1935 von Eugene Raymond Hall als Unterart klassifiziert. Der Holotypus ist ein Weibchen, das 1891 von Edward William Nelson in Ash Meadows gefangen wurde.

## Merkmale
Die Ash-Meadows-Wühlmaus erreichte eine Gesamtlänge von 176 bis 210 mm. Die Schwanzlänge betrug 47 bis 55 mm und die Hinterfußlänge 23 bis 25,5 mm. Die Basallänge des Schädels betrug 32 mm, die Nasalialänge 10,2 mm, die Jochbeinbreite 19,3 mm, die Mastoidbreite, die Alveolarlänge der oberen Backenzahnreihe betrug 8 mm. Die Ohren waren klein, der Schwanz war ziemlich kurz. Das Fell war rau und locker. Die adulten Männchen hatten auffällige Hüftdrüsen. Der Schädel war massiv und kantig. Die Schneidezahnlöcher waren schmal und hinten bis zu einem Punkt verengt. Das Stirnbein war hoch. Das Rostrum war abwärts gebogen. Das Gebiss war schwer. Die oberen Schneidezähne waren abrupt abwärts gekrümmt.
Die Fellfärbung war dunkel. Die Oberseite war sepia- oder bisterfarben und oft mit schwarzen Härchen verdunkelt. Die Flanken waren heller. Der Bauch war rauchgrau. Die Füße waren dunkelgrau. Der Schwanz war zweifarbig; schwarz an der Oberseite, grau oder bräunlich an der Unterseite. Die Lippen und die Nasenspitze der adulten Tiere waren für gewöhnlich weißlich. Die Jungtiere besaßen einen schwarzen Rückenstreifen sowie einen dunklen Schwanz und dunkle Füße.

## Status
Im Frühjahr 1933 sichteten die Zoologen William B. Davis und Ward C. Russell zum letzten Mal einige Ash-Meadows-Wühlmause in einem Bewässerungsgraben ungefähr 5,6 km nördlich der terra typica bei Watkin’s Ranch. In den 1990er-Jahren versuchte die Nevada Division of Wildlife die Wühlmäuse mit Fallen einzufangen, blieb jedoch erfolglos. Gleichzeitig bemerkte diese Behörde, dass diese Art bekanntermaßen schwer zu fangen sei. Weiter existieren Wildwechsel, die ein Hinweis darauf sein könnten, dass wenigstens ein paar Exemplare überlebt haben. Insgesamt sind 30 Exemplare in den Museumssammlungen bekannt, davon dreizehn im Museum of Vertebrate Zoology und 17 im National Museum of Natural History der Smithsonian Institution.